# Bougainvillia frondosa
Bougainvillia frondosa is een hydroïdpoliep uit de familie Bougainvilliidae. De poliep komt uit het geslacht Bougainvillia. Bougainvillia frondosa werd in 1900 voor het eerst wetenschappelijk beschreven door Mayer. 